# Сплавы меди
Спла́вы меди  — сплавы, основным компонентом (или одним из компонентов) которых является медь.
Исключениями являются сплавы серебра и золота с медью (нaпpимер, сибуити), которые, даже если они содержат только 10 % одного из первых двух металлов, уже называются сплавами этих металлов, хотя они содержат в основном медь (биллонные монеты).

## Общие особенности
В зависимости от вида легирующих компонентов медные сплавы могут иметь высокие электро- и теплопроводность, пластичность и прочность при высоких температурах, могут быть устойчивыми к износу и агрессивным средам, а также высокоупругими. Сплавы меди с другими металлами обычно содержат не более 10 % основного легирующих элемента, а остальные компоненты (в сложных сплавах) - в ещё меньших количествах. Исключением является лишь латуни, содержащие цинк в значительно больших пропорциях. В присутствии больших количеств легирующих элемента сплавы становятся хрупкими.
Добавки к двойным медно-цинковым сплавам в незначительных количествах олова, алюминия, никеля, кремния, марганца, железа, свинца повышают прочность, твёрдость, обрабатываемость резанием, предоставляют хорошие литейные свойства.
Медные сплавы получают сплавлением меди с другими химическими элементами или их сплавами (лигатурами) в пламенных или электрических (дуговых, индукционных, высокочастотных, печах сопротивления) печах. При плавке для защиты от окисления используют древесный уголь, флюс или плавку проводят в вакууме. Некоторые медные сплавы получают путём электролиза комплексных водных растворов или диффузии в поверхностные слои металлических изделий. Однофазные низколегированные сплавы легче деформируются при комнатной температуре, чем высоколегированные — с двухфазной структурой. При высоких температурах двухфазные сплавы деформируются легче однофазных.
Термическая обработка (закалка и старение) медных сплавов в ряде случаев повышает прочность, увеличивает пластичность (закалка), уменьшает внутренние напряжения (отжиг).
Различают медные сплавы:
- литейные, которым свойственны значительная жидкотекучесть и небольшая усадка;
- деформируемыe, которые обрабатывают давлением в горячем или холодном состоянии;
- порошковые.

Медные сплавы используют преимущественно в качестве антифрикционных, как электротехнические, жаропрочные, конструкционные, коррозионностойкие и пружинные материалы. Применяют их в машино-, авиа-, приборо- и судостроении, в электротехнической промышленности, при изготовлении пароводяной арматуры, художественных изделий, посуды и т. п.

## Наиболее известные сплавы меди
- Бронза — с оловом или другими элементами:
  - Алюминиевая бронза;
  - Бериллиевая бронза;
  - Висмутовая бронза;
  - Мышьяковистая бронза;
  - Оловянная бронза;
  - Фосфорная бронза;
- Латунь — с цинком;
- Латон, латоне, латтен (latten) — сплав жёлтого цвета наподобие латуни или бронзы. Латтен обычно содержал различное количество меди, олова, цинка и свинца, придавая ему характеристики как латуни, так и бронзы.
- Французское золото — с оловом и цинком;
- Абиссинское золото — с цинком и золотом;
- Северное золото — с алюминием, цинком и оловом;
- Мельхиор — с никелем, иногда также с марганцем и железом;
- Константан и манганин — с марганцем и никелем;
- Нейзильбер — с никелем и цинком;
- Куниаль — с никелем и алюминием;
- Монель-металл — с никелем.

| сплавы                 | Основной легирующий элемент | UNS номера                  |
| ---------------------- | --------------------------- | --------------------------- |
| латуни                 | цинк (Zn)                   | C1xxxx-C4xxxx,C66400-C69800 |
| оловянистые бронзы     | олово (Sn)                  | C5xxxx                      |
| алюминиевая бронза     | алюминий (Al)               | C60600-C64200               |
| кремнистая бронза      | кремний(Si)                 | C64700-C66100               |
| медно-никелевые сплавы | никель (Ni)                 | C7xxxx                      |

К медным сплавам относятся:
- бронзы куда входят: оловянные (оловянистые) бронзы или просто бронзы — сплавы меди с оловом, которые делятся на бронзы оловянные, обрабатываемых давлением по ГОСТ 5017-74 (например, БрО6,5Ф0,4; БрО4Ц3; БрО7Ф0, 2 и т. д.) и бронзы оловянные литейные по ГОСТ 613-79 (например, БрО3Ц7С5Н1; БрО5Ц5С5, БрО10Ц2 и т. п.). усадка бронзы очень мала при литье, менее 1 %, в то время как усадка латуни и чугуна составляет около 1,5 %, а стали более 2 %.;
- бронзы безоловянные, обрабатываемые давлением по ГОСТ 18175-78, в числе которых:
- алюминиевая бронза (напр. БрА7)
- кремнистая бронза (напр. БрК3Мц1)
- марганцевая бронза (напр. БрК1Н3)
- Кадмиевая и магниевая бронзы (напр. БрКд1 (CuCd1), БрМг0,3)
- бериллиевая бронзa (напр. Брб2)
  - бронзы безоловянные литейные по ГОСТ 493-79 (например, БрА10Ж3Мц2, БрС30, БрС30Н2 и т. п.);
- латуни — сплав меди с цинком с содержанием до 45 % Zn. В зависимости от технологических свойств латуни подразделяют на деформируемые (обрабатываемые давлением: Л96, Л70, ЛАН65-3-2, ЛА85, ЛС64-2 и т. д.) и литейные по ГОСТ 17711-93 [5] (ЛЦ14К3С3, ЛЦ30А3, ЛЦ25С2 т.д.). Латунь с содержанием до 32 % цинка хорошо обрабатывается давлением в холодном и горячем состояниях

## Медно-серебряные сплавы
Для повышения прочности за счёт образования твёрдого раствора в медь добавляют от 0,03 до 0,12 % серебра. Достижимые значения прочности на разрыв составляют максимум 270 Н / мм². Эти сплавы используются в электротехнике для коллекторных колец, контактов и коммутационных шин.

## Медно-магниевые сплавы
Содержание магния составляет от 0,2 % до 0,8 %. Эти сплавы используются для силовых кабелей в телекоммуникациях. Кроме того, холоднотянутые воздушные провода используются в воздушных контактных линиях.